# Sémillante-Klasse
Die Sémillante-Klasse war eine Klasse von zwei 32-Kanonen-Fregatten der französischen Marine, die von Pierre-Joseph Pénétreau gebaut wurden und von 1792 bis 1809 in Dienst stand.

## Einheiten
| Name       | Bauwerft           | Bestellung        | Kiellegung       | Stapellauf        | Indienststellung | Verbleib |
| ---------- | ------------------ | ----------------- | ---------------- | ----------------- | ---------------- | --- |
| Sémillante | Arsenal de Lorient | 23. April 1790    | Dezember 1790    | 25. November 1791 | Mai 1792         | Im September 1808 an Robert Surcouf übergeben und in Charles umbenannt, im Dezember 1809 durch die britischen Marine gekapert, nicht in Dienst gestellt und abgebrochen |
| Insurgente | Arsenal de Lorient | 3. September 1790 | 5. November 1791 | 27. April 1793    | Juni 1793        | Im Februar 1799 durch die amerikanische Marine gekapert und als Insurgent in Dienst gestellt im September 1800 während eines Sturm gesunken                             |

## Technische Beschreibung
Die Klasse war als Batterieschiff mit einem durchgehenden Geschützdeck konzipiert und hatte eine Länge von 45,47 Metern  (Geschützdeck) bzw. 40,28 Metern (Kiel), eine Breite von 11,53 Metern und einen Tiefgang von 5,66 Metern bei einer Verdrängung von 600 Tonnen. Sie waren Rahsegler mit drei Masten (Fockmast, Großmast und Kreuzmast). Der Rumpf schloss im Heckbereich mit einem Heckspiegel, in den eine Galerie integriert war, die in die seitlich angebrachte Seitengalerie mündete.
Die Besatzung hatte im Frieden eine Stärke von 194 und im Krieg von 276 Mann (6 Offiziere und 188 bzw. 270 Unteroffiziere bzw. Mannschaften). Die Bewaffnung bestand bei Indienststellung aus 32 Kanonen.
|        | Batteriedeck    | Backdeck      | Achterdeck    | Kanonen (Geschossgewicht) |
| ------ | --------------- | ------------- | ------------- | ------------------------- |
| Design | 26 × 12-Pfünder | 2 × 6-Pfünder | 4 × 6-Pfünder | 32 Kanonen (85,17 kg)     |